# Yara (ort)
Yara är en ort i Kuba.   Den ligger i provinsen Provincia Granma, i den sydöstra delen av landet, 600 km sydost om huvudstaden Havanna. Yara ligger 33 meter över havet och antalet invånare är 28 944.
Terrängen runt Yara är mycket platt. Runt Yara är det ganska tätbefolkat, med 70 invånare per kvadratkilometer. Närmaste större samhälle är Manzanillo, 18,6 km väster om Yara. Trakten runt Yara består till största delen av jordbruksmark.